# مقاطعة فرانكلن (أوهايو)
مقاطعة فرانكلن (بالإنجليزية: Franklin County)‏ هي إحدى مقاطعات ولاية أوهايو في الولايات المتحدة الأمريكية.

## أعلام
- ستانلي ماير
- ويليام أوغسطين أوغدن
- فاي أبوت